# Henning Melber
Henning Melber (Estugarda, 22 de agosto de 1950) é um cientista político e sociólogo alemão. Ele é um alemão-namibiano e sueco africanista, além de ativista político.

## Biografia
Melber cresceu em Esslingen e Leutkirch im Allgäu em Baden-Württemberg. Ele veio para Namíbia como um adolescente e filho de imigrantes alemães em 1967 e se formou na Escola Superior Privada Alemã de Windhoek em 1970. Após um ano de formação profissional como jornalista na escola de jornalismo em Munique, trabalhou brevemente em 1972 no Allgemeine Zeitung em Vinduque. 
Em 1974, juntou-se ao movimento de libertação SWAPO. De 1975 a 1989 foi proibido de entrar na Namíbia e até 1993 também na África do Sul. Após a independência da Namíbia (21 de março de 1990), ele retornou à Namíbia e mudou-se para Suécia em 2000.

### Histórico profissional
Na década de 1970, Melber estudou Ciência Política e Sociologia na Universidade Livre de Berlim e formou-se em 1977 em ciências políticas. Recebeu o PhD em 1980 na Universidade de Bremen com uma tese sobre Escola e Colonialismo. De 1982 a 1992 foi assistente de pesquisa no departamento de ciências sociais da Universidade de Kassel. Em 1993 ele habilitado na Universidade de Bremen e foi nomeado professor de sociologia do desenvolvimento (venia legendi para sociologia do desenvolvimento).

### Cargos e funções
De 1992 a 2000, ele foi chefe da Namibian Economic Policy Research Unit (NEPRU) em Vinduque. De 1994 a 2000 foi presidente da Namibisch-Deutsche Stiftung, também em Vinduque. De 1996 a 1998 foi também Presidente da Associação dos Editores Namibianos (ANP). Em 2000, tornou-se Diretor de Pesquisa no Nordic Africa Institute em Uppsala, na Suécia, onde chefiou a fundação Dag Hammarskjöld de 2006–2012, onde atualmente ainda é um membro em caráter consultivo.
Desde 2012, Melber é Professor Associado no Departamento de Ciência Política da Universidade de Pretória na África do Sul. Desde 2013, ele também é professor associado do Centro de Estudos de Gênero e África da Free State University (Bloemfontein) na África do Sul e é presidente da European Association of Development Research and Training Institutes (EADI) em Bonn desde 2017. Desde 2015, ele é pesquisador sênior no Institute of Commonwealth Studies da Universidade de Londres.
Melber também foi pesquisador visitante no Cluster of Excellence: Cultural Foundations of Social Integration na Universidade de Constança (abril/maio de 2018), Professor na Universidade da Cidade do Cabo ( outubro/novembro de 2017) e professor visitante na Bayreuth Academy of Advanced African Studies (Universidade de Bayreuth) (abril/maio de 2016).
Henning é casado e tem uma filha.

## Prêmios
- Conversation Africa Science Communication Award, Universidade de Pretória em 2020 e 2021 na categoria Science Communication Excellence.
- internationally acclaimed researcher und B2-scholar, Fundação Nacional de Pesquisa da África do Sul (NRF), 2018.

## Publicações (seleção)
Melber publicou vários livros e várias centenas de artigos sobre os problemas e a história da Namíbia, bem como sobre outros tópicos, como internacionalismo e racismo:
- Schule und Kolonialismus: Das formale Erziehungswesen Namibias, Hamburg 1979.
- Der Weißheit letzter Schluß: Rassismus und kolonialer Blick, Brandes & Apsel, Frankfurt am Main 1992, ISBN 3-86099-102-7.
- Chancen internationaler Zivilgesellschaft, Suhrkamp, Frankfurt am Main 1993, ISBN 3-518-11797-1.
- A New Scramble for Africa? Imperialism, Investment and Development, Scottsville, University of KwaZulu-Natal Press 2009, ISBN 978-1-86914-171-4.
- The United Nations and Regional Challenges in Africa – 50 Years after Dag Hammarskjöld, Development Dialogue, No. 57, December 2011, ISBN 978-91-85214-63-1.
- Understanding Namibia. Jacana Media, Kapstadt 2014, ISBN 978-1-4314-2133-6. (auch Oxford University Press, London 2015, ISBN 978-0-19-024156-8.)
- Namibia – Gesellschaftspolitische Erkundungen seit der Unabhängigkeit. Brandes & Apsel, Frankfurt a. M. 2015, ISBN 978-3-95558-109-1.
- with, de:Reinhart Kößler: Völkermord – und was dann? Die Politik deutsch-namibischer Vergangenheitsbearbeitung. Brandes & Apsel, Frankfurt am Main 2017, ISBN 978-3-95558-193-0.
- Dag Hammarskjöld, the United Nations, and the Decolonisation of Africa. Hurst, London 2019, ISBN 978-1-78738-004-2.